# Vasiliki Roussi
Vasiliki Roussi (griechisch Βασιλική Ρούσση, * 1969 in Athen) ist eine griechisch-deutsche Bühnen- und Fernsehdarstellerin und Sängerin, die unter anderem durch mehrere Rollen als Édith Piaf in verschiedenen Theaterstücken bekannt wurde, darunter am Theater Lübeck, den Bühnen der Stadt Gera, den Schauspielbühnen Stuttgart und am Renaissance-Theater Berlin.

## Leben
Vasiliki Roussi wurde in Athen in ein sozialistisches Elternhaus geboren. In der Zeit der Militärdiktatur unter Georgios Papadopoulos, als sie noch ein kleines Kind war, verließen ihre Eltern Griechenland und kamen als politische Flüchtlinge in die Bundesrepublik Deutschland, wo sie sich in Stuttgart niederließen. Erst zwei Jahre später holten sie ihre kleine Tochter nach. Vasiliki besuchte in Stuttgart das Gottlieb-Daimler-Gymnasium, wo ihr Lateinlehrer Michael Schlenker ihr künstlerisches Talent bemerkte. Mit 16 Jahren brach sie das Gymnasium ab und bewarb sich ohne Wissen ihrer Eltern auf Anraten Schlenkers in Wien bei Peter Weck, dem Leiter des Theaters an der Wien. Ein frisierter Lebenslauf half ihr, angenommen zu werden. Während ihre Eltern später nach Griechenland zurückkehrten, begann sie in Österreich eine Schauspielkarriere.
Vasiliki Roussi wurde am Theater an der Wien zur Schauspielerin ausgebildet, Abschluss 1989, und trat hier zunächst im Musical Cats von Andrew Lloyd Webber und T. S. Eliot auf. Danach wechselte sie zum Theater Basel, wo sie unter anderen die Rollen der Angelique in Der eingebildete Kranke von Hans H. König (nach Molière), der Hero in Viel Lärm um Nichts von William Shakespeare, der Abigail in Hexenjagd von Arthur Miller und der Irina in Drei Schwestern von Anton Pawlowitsch Tschechow spielte.
Sie spielte verschiedene Nebenrollen in Krimi-Fernsehserien wie Der letzte Zeuge, in den Tatort-Folgen Fakten, Fakten … (Thiel und Boerne / Münster, 2002) als Juliane Kraft und Bienzle und der steinerne Gast (Ernst Bienzle / Stuttgart, 2004) als Sylvia Temesvari sowie in der Staffel 7 von SOKO Leipzig als Pia Sebald. In dem Fernsehfilm Die Mutprobe von 2010 spielte sie die Sofia.
Ab 2012 übernahm sie die Rolle der französischen Sängerin Édith Piaf, der sie in ihrer zierlichen Gestalt ähnelte, gleich in mehreren Theaterstücken von verschiedenen Autoren. Am Theater Lübeck spielte sie die Hauptrolle im Musical Piaf von Pit Holzwarth, danach an den Bühnen der Stadt Gera im Ballettstück Piaf – La vie en rose von Silvana Schröder sowie schließlich im Alten Schauspielhaus der Schauspielbühnen Stuttgart und danach am Theater Trier im Theaterstück Piaf von Pam Gems. Für ihre Rolle als Piaf in Stuttgart erhielt sie den Publikumspreis. 2018 und 2019 spielte sie am Renaissance-Theater Berlin abermals die Rolle der Piaf, diesmal in dem Theaterstück Spatz und Engel, das von einer fiktiven Freundschaft zwischen Édith Piaf und der Schauspielerin Marlene Dietrich handelt. Nochmals in Silvana Schröders Ballettstück Piaf – La vie en rose trat Vasiliki Roussi als Piaf am 4. Februar 2019 mit dem Symphonischen Orchester der Stadtgemeinde Thessaloniki (Συμφωνική Ορχήστρα Δήμου Θεσσαλονίκης) im Königlichen Theater (Βασιλικό Θέατρο) im griechischen Thessaloniki auf.
Darüber hinaus trat Vasiliki Roussi in verschiedenen Konzerten auf, so zusammen mit dem Schauspieler Dominique Horwitz in Kooperation mit der Philharmonie Gera mit Liedern von Édith Piaf und Jacques Brel sowie 2019 in einem Kurt-Weill-Programm mit der Staatskapelle Weimar. Außer in der Rolle als Piaf trat Vasiliki Roussi in mehreren weiteren Musicals auf, so als Anita in der West Side Story, als Aurora im Kuss der Spinnenfrau, als Sally Bowles in Cabaret, als Aldonza in Der Mann von La Mancha, als Lucy in Jekyll & Hyde, als Charity in Sweet Charity und als Fosca in Passion von Stephen Sondheim. Bei den Schlossfestspielen Biedenkopf 2017 spielte sie in der Uraufführung des Musicals Die Hatzfeldt von Birgit Simmler und Paul Graham Brown die Hauptrolle. In Astor Piazzollas Oper María de Buenos Aires spielte sie die Maria, und in Heidelberg trat sie in Jerry Bocks Musical Anatevka als Zeitel auf.

## Familie
Vasiliki Roussi lebt mit ihrem Ehemann und den zwei gemeinsamen Söhnen in Berlin.

## Theaterengagements (Auswahl)
- 2020: Theater Lübeck
- 2019–2022: Renaissance Theater Berlin
- 2019: Musik & Theater Saar Zeltpalast Merzig
- 2018–2019: Theater und Orchester Heidelberg
- 2017–2021: Staatsoperette Dresden
- 2017–2018: Schauspielbühnen Stuttgart
- 2016–2017: Theater Thüringen
- 2016: Altes Schauspielhaus Stuttgart

## Filmografie (Auswahl)
- 1999: Der Alte – Episode: Die zweite Frau
- 2002: Tatort: Fakten, Fakten …
- 2003: Tatort: Bienzle und der steinerne Gast
- 2003: Dr. Sommerfeld – Neues vom Bülowbogen (Episodenrolle)
- 2005: Fünf Sterne (Fernsehserie)
- 2006: SOKO Leipzig (Episodenrolle)
- 2009: Die Mutprobe
- 2024: Ostsee für Sturköppe (Fernsehfilm)